# Judith Viorst
Judith Viorst (Newark, 2 de febrer de 1931) és una escriptora, periodista i investigadora nord-americana. Reconeguda per la seva literatura infantil, Judith va escriure llibres per a nens com The Tenth Good Thing About Barney (sobre la mort d'una mascota) i la sèrie de llibres il·lustrats Alexander, la qual inclou Alexander and the Terrible, Horrible, No Good, Very Bad Day (1972), del qual ha venut prop de dos milions de còpies.
Viorst es va graduar el 1952 al Col·legi Newark d'Arts i Ciències de la Universitat Rutgers en Newark, Nova Jersey. El 1968 va formar part d'una protesta en contra del pagament d'impostos relatiu a la Guerra de Vietnam. A la fi de la dècada de 1970, després de dues dècades dedicades a la literatura infantil i adulta, es va enfocar en l'estudi de la psicologia freudiana. El 1981 va obtenir el títol d'investigadora en l'Institut de Psicoanàlisi de Washington després de sis anys d'estudis.

## Obres seleccionades
- The Wonderful World of Science (Bantam Books, 1961)[4]
- Projects: Space (Washington Square Books, 1962)
- 150 Science Experiments Step-by-step (Bantam, 1963)
- The Natural World: A guide to North American wildlife (Bantam, 1965)
- The Village Square (Coward-McCann, 1966)
- The Changing Earth (Bantam, 1967)
- Sunday Morning: a story (Harper & Row, 1968)

### Infantils
- I'll Fix Anthony (1969), Harper & Row, ISBN 0-06-026306-7
- Try It Again, Sam: Safety When You Walk (1970)
- My Mama Says there Aren't any Zombies, Ghosts, Vampires, Creatures, Demons, Monsters, Fiends, Goblins, or Things (1973)
- The Tenth Good Thing About Barney (1987)
- The Good-bye Book (1988)
- Super-Completely and Totally the Messiest (2001)
- Just in Case (2006)
- And Two Boys Booed (2014)

#### Alexander
- Alexander and the Terrible, Horrible, No Good, Very Bad Day (Atheneum Books) ISBN 0-689-70428-3
- Alexander, Who Used to be Rich Last Sunday (Atheneum) ISBN 978-0-689-30602-0
- Alexander, Who Is Not (Do You Hear Me? I Mean It!) Going to Move (Atheneum) ISBN 0-689-31958-4
- Alexander, Who's Trying His Best to Be the Best Boy Ever (Atheneum) ISBN 978-1-48142353-3